# Transformada sinus discreta

Il·lustració de les extensions implícites parelles/senars de les dades d'entrada de DST, per a N = 9 punts de dades (punts vermells), per als quatre tipus més comuns de DST (tipus I–IV).

La transformada sinusoïdal discreta (DST), dins l'àmbit de la matemàtica, és una transformada relacionada amb Fourier similar a la transformada discreta de Fourier (DFT), però utilitzant una matriu purament real. És equivalent a les parts imaginàries d'una DFT d'aproximadament el doble de la longitud, que opera sobre dades reals amb una simetria estranya (ja que la transformada de Fourier d'una funció real i senar és imaginària i senar), on en algunes variants, l'entrada i/o la sortida, les dades es desplacen en mitja mostra.
La DST està relacionada amb la transformada de cosinus discret (DCT), que és equivalent a una DFT de funcions reals i parelles. Generalment, el DST es deriva del DCT substituint la condició de Neumann a x=0 per una condició de Dirichlet. Tant el DCT com el DST van ser descrits per Nasir Ahmed T. Natarajan i KR Rao el 1974. El DST de tipus I (DST-I) va ser descrit posteriorment per Anil K. Jain el 1976, i el DST de tipus II (DST-II) va ser descrit després per HB Kekra i JK Solanka el 1978.
Els DST s'utilitzen àmpliament per resoldre equacions diferencials parcials mitjançant mètodes espectrals, on les diferents variants del DST corresponen a condicions de límit senar/parell lleugerament diferents als dos extrems de la matriu.

Formalment, la transformada sinusoïdal discreta és una funció lineal i inversible F : R N -> R N (on R denota el conjunt de nombres reals), o equivalentment una matriu quadrada N × N . Hi ha diverses variants del DST amb definicions lleugerament modificades. Els N nombres reals x 0, x N − 1 es transformen en els N nombres reals X 0, X N − 1 segons una de les fórmules:
DST-I:
{\displaystyle X_{k}=\sum _{n=0}^{N-1}x_{n}\sin \left[{\frac {\pi }{N+1}}(n+1)(k+1)\right]\quad \quad k=0,\dots ,N-1}
DST-II:
{\displaystyle X_{k}=\sum _{n=0}^{N-1}x_{n}\sin \left[{\frac {\pi }{N}}\left(n+{\frac {1}{2}}\right)(k+1)\right]\quad \quad k=0,\dots ,N-1}
DST-III:
{\displaystyle X_{k}={\frac {(-1)^{k}}{2}}x_{N-1}+\sum _{n=0}^{N-2}x_{n}\sin \left[{\frac {\pi }{N}}(n+1)\left(k+{\frac {1}{2}}\right)\right]\quad \quad k=0,\dots ,N-1}
DST-IV:
{\displaystyle X_{k}=\sum _{n=0}^{N-1}x_{n}\sin \left[{\frac {\pi }{N}}\left(n+{\frac {1}{2}}\right)\left(k+{\frac {1}{2}}\right)\right]\quad \quad k=0,\dots ,N-1}